# Fassatal
Das Fassatal (kurz Fassa, veraltet Eves, italienisch Val di Fassa, ladinisch Val de Fascia [ˈfaʃa]) ist ein zu zwei Dritteln ladinischsprachiges Tal in den Dolomiten. Es liegt im Trentino in Italien und wird zu Ladinien gezählt. Das Fassatal liegt am Oberlauf des Avisio, dessen untere Talabschnitte Fleimstal und Cembratal genannt werden. Die Gemeinden des Tals gehören zur Talgemeinschaft Comun General de Fascia. Diese ist mit der 2006 aufgelösten Bezirksgemeinschaft Ladino di Fassa deckungsgleich. Das Tal ist Teil des Wintersportgebietes Dolomiti Superski.
Für den Kraftverkehr erschlossen ist das Tal in erster Linie durch die SS 48. 

## Geographie

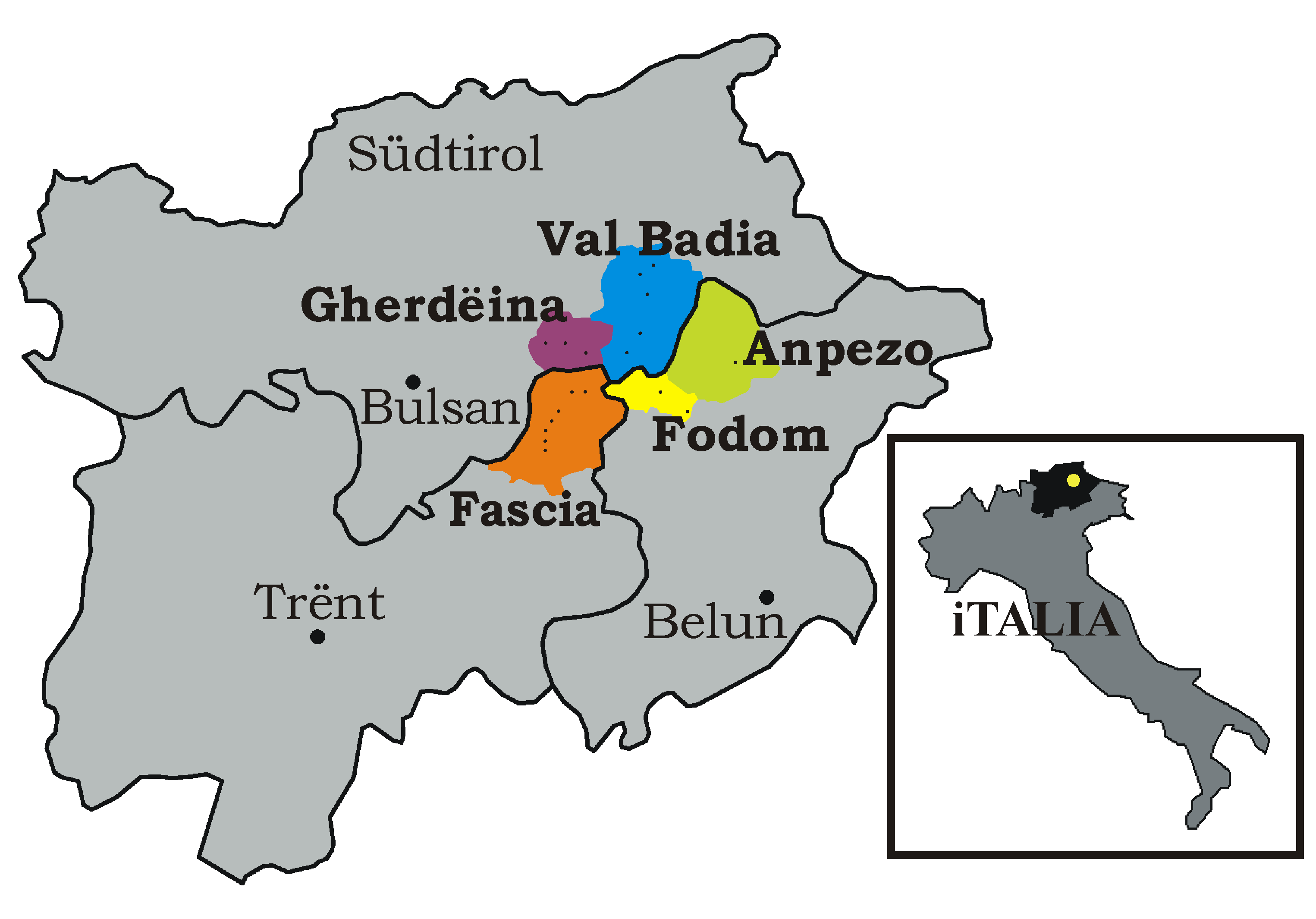
Die fünf Täler Ladiniens (ladinische Beschriftung)

Im Fassatal befinden sich folgende Gemeinden:
- Campitello di Fassa (ladinisch Ciampedèl, deutsch historisch Kampidel im Fassatal)
- Canazei (ladinisch Cianacèi, deutsch historisch Kanzenei)
- Mazzin (ladinisch Mazin, deutsch historisch Matzin)
- Moena (ladinisch Moena, deutsch historisch Moyen)
- San Giovanni di Fassa (ladinisch Sèn Jan)
- Soraga di Fassa (ladinisch Soraga, deutsch historisch Überwasser)

Südlich von Moena wird das Tal des Avisio Fleimstal genannt. Die Ursache dieser unterschiedlichen Benennung des Tales liegt auch in den Besitzverhältnissen im Mittelalter, als das Fassatal zum Bistum Brixen gehörte und das Fleimstal zum Bistum Trient.

## Sage und Geschichte

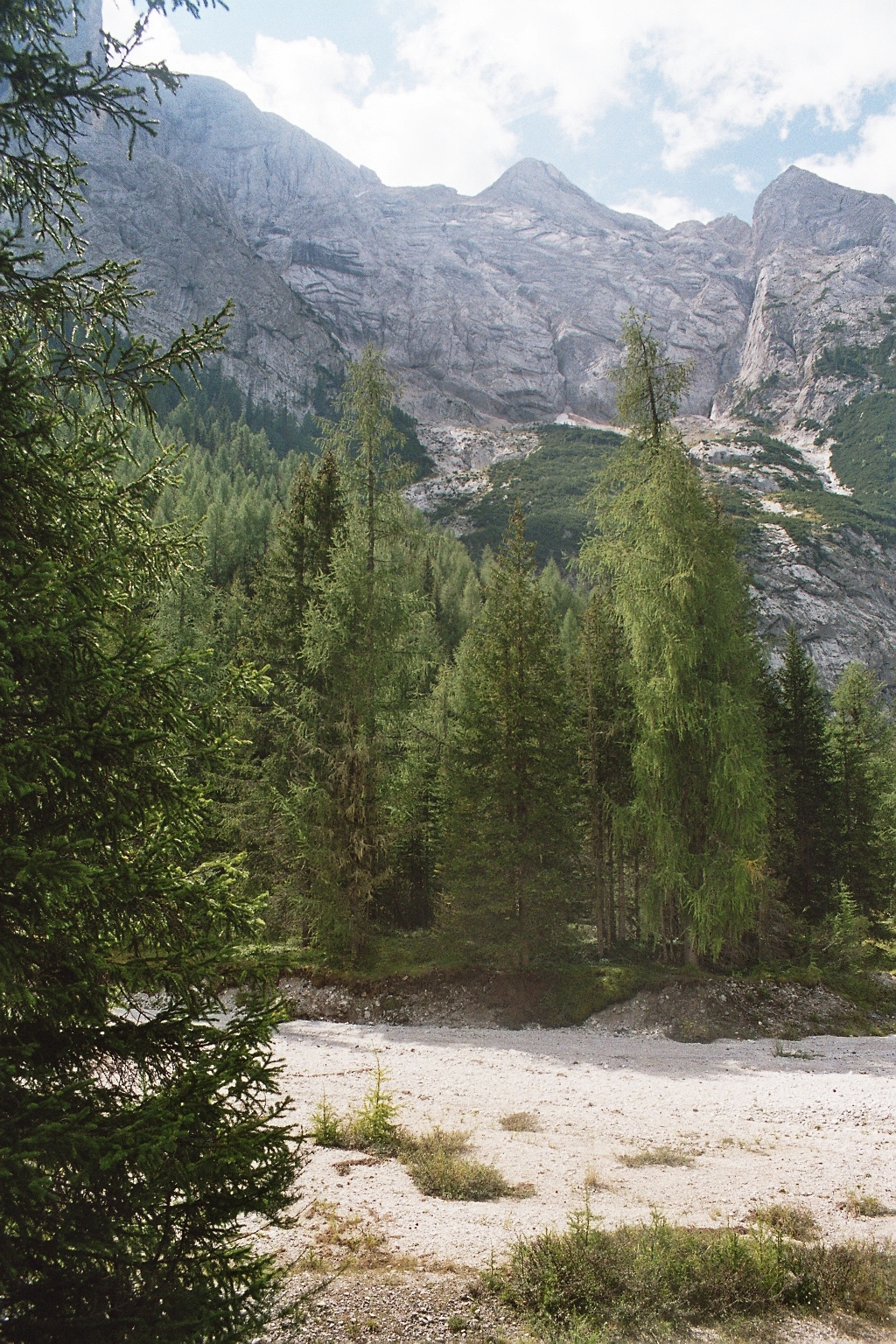
Der Pian Trevisan unterhalb der Marmolata

Die Geschichte des Fassatales liegt teilweise in sagenhaftem Dunkel. Vor den ersten schriftlichen Dokumenten soll es der Sage nach sieben Gemeinden, die „Regoles“ (deutsch „Riegel“), im Fassatal gegeben haben. Das Fassatal war dabei immer wieder räuberischen Angriffen aus dem Osten über den Fedaia-Pass aus der „Marca Trevignana“ (Hauptstadt Treviso) ausgesetzt. Daher ranken sich zahlreiche Sagen um das Fassatal über ständige Kämpfe mit den „Trevisanern“ oder meist „Trusanern“.
Die Gemeinden schlossen einen Schutzbund und heuerten eine Söldnertruppe an, die sogenannten „Arimannen“ (Heermänner), die von „Sorastantes“ (Über-Stehern) geleitet wurden. Der germanische Ausdruck Arimanne deutet auf langobardischen Einfluss. Die Trusaner wurden von den Arimannen entscheidend geschlagen, indem einer der ihren sich den Trusanern als Führer anbot, in Wirklichkeit sie aber in einen Hinterhalt lockte und dies mit seinem Leben bezahlte. Dieser Schlachtplatz liegt rechter Hand, wenn man von Canazei an Penia vorbei Richtung Fedaia fährt. Er heißt heute noch „Pian Trevisan“ oder „Cian Trujan“.
Die Arimannen bewachten in Holztürmen (ciasteles, vgl. Kastell) die Grenzen des Tales und meldeten gegebenenfalls mit Leuchtfeuern von eins bis drei verschiedene Alarmstufen in das Tal. Da die Arimannen sich aber auch selbst in längeren Friedenszeiten räuberisch verhielten, wurden sie auch Latrones (Räuber) genannt, was sie dann auch als Ehrentitel verwendeten.
Mit dem frühmittelalterlichen Anschluss des Tales an das Fürstbistum Brixen war die Einrichtung der Arimannen überflüssig geworden. Der Sage nach wurden danach noch einmal „die letzten der Latrones“ von den Trusanern unterhalb des Fedaia-Passes überfallen und vernichtet. Zwar konnten die Arimannen noch ein Leuchtfeuer entfachen, das aber im Tal nicht mehr gesehen wurde. Seitdem sieht man oben in den Bergen noch heute bisweilen das „lum de morc“, das Todeslicht.
Der Sagenforscher Karl Felix Wolff aus Südtirol bezeugt, ein frühmittelalterliches Dokument gesehen zu haben, das auf eine vorherige Existenz der Arimannen Bezug nimmt. Da dieses Dokument jedoch verschollen ist, gibt es derzeit keine schriftlichen Belege.